# Andrés Llinás
Andrés Llinás Montejo (Bogotá, D. C.; 23 de julio de 1997) es un futbolista colombiano. Juega como defensa central y su equipo actual es Millonarios de la Categoría Primera A.

## Formación
Desde niño mostró interés en el fútbol y comenzó su formación en la Escuela de Fútbol de Mario Vanemerack. Posteriormente, ingresó en 2005 a las divisiones menores de Millonarios, donde jugó en varias categorías y destacó como mediocampista defensivo. En 2011, fue invitado a jugar un año en el Real Madrid Juvenil C. En 2014, un representante italiano le propuso jugar en las categorías juveniles del Hellas Verona, donde destacó rápidamente, aunque regresó a Millonarios después de cuatro meses debido a problemas con los trámites de visado, habiendo estando cerca de jugar con el plantel profesional del ‘gialloblù’.
Pese al mal trago pasado en Italia, este momento supuso un punto de inflexión en la mentalidad de Andrés, ya que tras poder demostrar sus aptitudes vio más cerca el sueño de ser futbolista.

"Fue el momento donde me tomé el fútbol enserio. […] Fue un premio haber estado allí ese tiempo."
Andrés en una entrevista refiriéndose a su tiempo en Verona.

Como curiosidad queda que Llinás fue designado por Millonarios como recogebolas en la Final ganada en el Torneo Finalización 2012 ante Independiente Medellín, siendo una de las primeras personas en celebrar el título con el arquero Luis Delgado quien fuera la figura del partido. 
Adicionalmente, siendo jugador sub-15. sub-17 y sub-20 Llinás estuvo convocado para jugar con la Selección Bogotá y Selección Colombia de dichas categorías.

## Trayectoria

### Millonarios

#### (2015)
Debutó como profesional a los 17 años de edad, el 30 de abril de 2015 en el partido que Millonarios empató 1-1 con el Expreso Rojo en el Estadio El Campín  de Bogotá en cumplimiento de la quinta fecha de la Copa Colombia 2015. El técnico argentino Ricardo Lunari le dio la oportunidad de debutar reemplazando a Fabián Vargas al minuto 56 del partido.

#### (2016-17)
Durante 2016 y 2017, juega como titular indiscutido en el equipo Sub-20 de Millonarios en el SúperCopa Juvenil FCF, donde es capitán del equipo y referente. Aunque estuvo inscrito ante la Dimayor como jugador Sub-20 en el plantel profesional no sería convocado a ningún partido.

### Valledupar F. C.

#### (2018)
Como convenio entre Millonarios y el Valledupar Andrés fue cedido al onceno vallenato para ganar minutos y terminar su proceso de formación. Durante toda la temporada (2018) en la que jugó en ocho encuentros válidos por la segunda división.

### Millonarios (2.ª etapa)

#### Primer gol como profesional 2019
En enero de 2019 vuelve de la cesión a Millonarios donde es aprobado por el técnico Jorge Luis Pinto para integrar el equipo. Debuta y marca su primer gol como profesional el 8 de mayo de 2019 en la victoria 2 por 0 sobre Tigres FC partido válido por la sexta fecha de la Copa Colombia, en el que jugó los 90 minutos. Además volvería a ser convocado para encuentros de la Primera División aunque sin jugar.

#### Casi retiro 2020
A punto de finalizar la pretemporada del Torneo Apertura 2020, el entrenador Alberto Gamero le comunica que no contaría con él, ya que era la sexta opción en la defensa central, por detrás del costarricense Juan Pablo Vargas, el uruguayo Matías de Los Santos, el también canterano Breiner Paz, Deivy Balanta y el recién contratado Luciano Ospina.
Estando próximo a cumplir 23 años de edad y habiendo tenido una participación casi nula en el equipo desde su debut en 2015, Llinás decide declinar la posibilidad de seguir como jugador profesional. Sin embargo, en el último partido amistoso de la pretemporada del club, frente a Alianza Lima, su compañero Ospina sufre una grave lesión que lo aleja de las canchas durante todo el año. Con el mercado de fichajes cerrado, la junta directiva lo convence para que se quede en el equipo. En el primer trimestre del año, no es convocado a ningún partido, y debido a la pandemia de COVID-19 en Colombia, la liga fue suspendida. Con la reanudación del campeonato, aún no convence al cuerpo técnico, y en su lugar es contratado el brasileño Kaique Mafaldo, aunque este no pasó los exámenes médicos. Tras esta situación, Llinás permanece en el equipo, aun sabiendo que su contrato no será renovado. 
Es convocado por primera vez para disputar los partidos de la Copa Sudamericana (aunque no juega), y en la Copa Colombia participa en el encuentro que pierden en tanda de penales frente a Alianza Petrolera. En la liga, disputa los últimos cuatro partidos de la campaña. A pesar de haber sumado solo 5 partidos en el año, fue catalogado tanto por la hinchada como en las transmisiones televisivas como el mejor jugador de dichos encuentros. Este rendimiento lleva a que el club decida renovar su vínculo por tres años más, hasta diciembre de 2023. 

#### Consolidación  2021
El 22 de agosto de 2021, marca después de dos años en la victoria 2-0 sobre el Independiente Medellín. El 26 de octubre, vuelve a marcar el descuento en la victoria 2-1 durante su visita a Envigado FC. Su nivel fue tan destacado, junto con su compañero en la saga defensiva Andrés Román, que ambos fueron convocados a la Selección Colombia para disputar tres partidos en las Eliminatorias rumbo a Catar 2022.
En la Liga, avanzaron hasta la final frente al Deportes Tolima, aunque debido a que se contagió de COVID-19, no pudo disputar dichos encuentros, que terminarían con el subcampeonato del onceno azul.

#### Primer título 2022
Durante 2022, es titular inamovible disputando 53 partidos. Fue campeón de la Copa Colombia tras vencer al Junior de Barranquilla.

#### Segundo título 2023
El 24 de junio, en la final del  Torneo Apertura 2023, anota el gol del empate contra Atlético Nacional, lo que permite que el cuadro embajador gane 3-2 en penales, luego de que el partido terminara 1-1 en el global. De esta manera, se consagra como ídolo del equipo bogotano y logra el decimosexto título de Millonarios. 

## Selección nacional

### Selección sub-20
Llinás es convocado al último ciclo de preparación de la Selección de fútbol sub-20 de Colombia con miras al Campeonato Sudamericano de Fútbol Sub-20 de 2017 a disputarse en Ecuador.

### Selección absoluta
El 27 de agosto de 2021 es convocado por primera vez a la Selección Colombia, con miras a las eliminatorias mundialistas a Catar 2022. En enero de 2022 sería convocado para un partido amistoso contra Honduras en Estados Unidos. El 16 de enero de 2022 debutó en la victoria 2-1 sobre Honduras en la que ingresaría en el segundo tiempo por Yeimar Gómez.
El 24 de septiembre de 2022 fue titular por primera vez en la victoria de Colombia por 4-1 sobre Guatemala, jugando los 90 minutos y con un blooper que se hizo viral al salir corriendo una vez finalizaron los himnos, perdiéndose el saludo protocolario.

#### Participaciones enEliminatorias al Mundial
| Eliminatoria                        | Sede del Mundial | Posición      | Resultado | PJ                                | GA | Asis |
| ----------------------------------- | ---------------- | ------------- | --------- | --------------------------------- | -- | ---- |
| Eliminatorias Mundial de Catar 2022 | Catar            | 6°lugar 23pts | Eliminado | 0 (3 convocatorias como suplente) | 0  | 0    |

## Estadísticas

### Clubes
| Club                                   | Div.          | Temporada     | Liga  | Liga  | Copas | Copas | Internacional | Internacional | Total | Total |
| Club                                   | Div.          | Temporada     | Part. | Goles | Part. | Goles | Part.         | Goles         | Part. | Goles |
| -------------------------------------- | ------------- | ------------- | ----- | ----- | ----- | ----- | ------------- | ------------- | ----- | ----- |
| Millonarios · Colombia                 | 1.ª           | A-2015        | 0     | 0     | 1     | 0     | -             | -             | 1     | 0     |
| Valledupar F. C. · (cedido) · Colombia | 2.ª           | 2018          | 8     | 0     | -     | -     | -             | -             | 8     | 0     |
| Valledupar F. C. · (cedido) · Colombia | Total club    | Total club    | 8     | 0     | 0     | 0     | 0             | 0             | 8     | 0     |
| Millonarios · Colombia                 | 1.ª           |               |       |       |       |       |               |               |       |       |
| Millonarios · Colombia                 | 1.ª           | 2019          | 0     | 0     | 1     | 1     | -             | -             | 1     | 1     |
| Millonarios · Colombia                 | 1.ª           | 2020          | 5     | 0     | 1     | 0     | -             | -             | 6     | 0     |
| Millonarios · Colombia                 | 1.ª           | 2021          | 40    | 2     | 1     | 0     | -             | -             | 41    | 2     |
| Millonarios · Colombia                 | 1.ª           | 2022          | 44    | 0     | 7     | 1     | 2             | 0             | 53    | 1     |
| Millonarios · Colombia                 | 1.ª           | 2023          | 35    | 3     | 7     | 0     | 8             | 0             | 50    | 3     |
| Millonarios · Colombia                 | 1.ª           | 2024          | 36    | 1     | 3     | 0     | 4             | 1             | 43    | 1     |
| Millonarios · Colombia                 | 1.ª           | 2025          | 20    | 1     | -     | -     | 1             | 0             | 21    | 1     |
| Millonarios · Colombia                 | Total club    | Total club    | 180   | 7     | 21    | 2     | 13            | 1             | 214   | 10    |
| Total carrera                          | Total carrera | Total carrera | 188   | 7     | 21    | 2     | 13            | 1             | 222   | 10    |

### Selección de Colombia
| Mayores · Colombia                                                | 2021                       | — | — | 0 | 0 | — | — | 0 | 0 |
| Mayores · Colombia                                                | 2022                       | 2 | 0 | — | — | — | — | 2 | 0 |
| Mayores · Colombia                                                | 2023                       | 1 | 0 | — | — | — | — | 1 | 0 |
| Mayores · Colombia                                                | Total                      | 3 | 0 | 0 | 0 | 0 | 0 | 3 | 0 |
| Total Selecciones Colombia                                        | Total Selecciones Colombia | 3 | 0 | 0 | 0 | 0 | 0 | 3 | 0 |
| (1) Incluye los partidos de: Eliminatorias mundialistas (2021-22) |                            |   |   |   |   |   |   |   |   |

## Vida privada
Su abuela Zilia Angulo Corradine (1919-2000), fue una reconocida jugadora de Bridge.
Su padre Camilo Llinás Angulo es dirigente deportivo, siendo vicepresidente de Millonarios en dos periodos: (2002-2003) y (2004-2006). Luego fue presidente de la Liga de fútbol de Bogotá (2015-2020). Además, como funcionario público su padre también fue Viceministro de Comunicaciones del gobierno nacional y Secretario de Gobierno de la ciudad de Bogotá. Anteriormente fue presidente de Acolfa por más de 20 años.

## Palmarés

### Campeonatos nacionales
| Título                | Club        | Año    |
| --------------------- | ----------- | ------ |
| Copa Colombia         | Millonarios | 2022   |
| Primera División      | Millonarios | A-2023 |
| Superliga de Colombia | Millonarios | 2024   |

### Distinciones individuales
| Distinción          | Año  |
| ------------------- | ---- |
| XI Ideal ACOLFUTPRO | 2022 |